# Hazarjerib
Hazarjerib o Hazarjarib (també apareix com Hazar Jarib) fou un petit estat teorcràtic al sud-oest del Mazanderan (entre Kaixan i Burudjird), governat per sayyids (descendents del Profeta). Va existir entre 1359 i 1597.
El 1406 governava Sayyid Izz al-Din Hazarjeribí que va enviar regals a Xah Rukh. Tot el Mazanderan es va sotmetre a aquest i la khutba es va llegir en nom de Xah Rukh i es va encunyar moneda amb el seu nom i rostre. El 1403 Tamerlà havia nomenat governador d'Amol i Sari a Sayyid Ali, fill de Sayyid Kamal al-Din i net de Sayyid Kawan al-Din. A la mort de Tamerlà el 1405 aquests sayyids havien conservat el lloc; el 1409, estant Xah Rukh a Transoxiana, Sayyid Murtaza, germà de Sayyid Ali, amb el suport del sayyid d'Hazarjarib (del qual era el gendre) va reunir un petit exèrcit i va prendre el poder i Sayyid Ali va fugir al Khurasan a demanar asil. El 1413 Sayyid Izz al-Din de Hazarjerib, Hasan Kiya de Firuzkuh, Sayyid Ali d'Amol i Sari i els diversos prínceps de Gilan van rebre a Xah Rukh a Mazanderan